# Ursula Lübbe
Ursula Lübbe (* 14. Juli 1922 in Osnabrück; † 19. August 2016 in Bergisch Gladbach) war eine deutsche Verlegerin und Mitinhaberin des Bastei-Verlags.

## Leben
Die 1922 in Osnabrück geborene Ursula Sprenger kam als Kind nach Bergisch Gladbach, besuchte dort das Gymnasium und danach in Köln die Höhere Handelsschule. Dort arbeitete sie nach ihrem Schulabschluss als Sekretärin. Nachdem 1943 ihre Wohnung in Köln ausgebombt worden war, zog sie nach Chemnitz, wo sie erneut ausgebombt wurde. Nach dem Kriegsende kam sie 1945 zurück nach Osnabrück und lernte dort den ebenfalls aus dem Landkreis Osnabrück stammenden Gustav Lübbe kennen, der als Zeitungsredakteur arbeitete. Beide heirateten 1949 und zogen kurze Zeit später nach Bergisch Gladbach. Ehemann Gustav übernahm hier im Mai 1953 den kleinen, 1949 von Ilse Tormin gegründeten und ursprünglich neben der Kölner Bastei gelegenen Bastei-Verlag als Verleger. Dieser Verlag stand vor dem Konkurs und musste von Lübbe saniert werden. Im März 1954 brachte der Verlag den G-Man-Helden „Jerry Cotton“ auf den Markt, die mit 850 Millionen Exemplaren erfolgreichste deutschsprachige Kriminalroman-Serie. Am 14. Februar 1952 kam die Tochter Cornelia Lübbe, am 4. August 1957 der Sohn Stefan (1957–2014) zur Welt. Der Vater vererbte 1995 je 40 % seiner Anteile an seine beiden Kinder und 20 % an seine Witwe. Damit legte er die Grundlage für spätere Familienstreitigkeiten. Seine Witwe übertrug im September 2001 zunächst 11 % an ihren Sohn, im September 2002 auch den Rest. Cornelia Lübbe-Roggen übertrug im Januar 2007 ihre Beteiligung an ihren Bruder Stefan, der damit bis zu seinem Tod 2014 Alleingesellschafter des Verlages Bastei Lübbe war, der von 1953 bis 2009 seinen Sitz in Bergisch Gladbach hatte. Seitdem wahrt dessen Witwe Birgit Lübbe die Familieninteressen.
Ursula Lübbe besuchte bis zuletzt die Frankfurter Buchmesse. Sie starb im Alter von 94 Jahren an ihrem Wohnort Bergisch Gladbach.

## Auszeichnungen
Ursula Lübbe erhielt 1992 das Bundesverdienstkreuz am Bande, 2004 in Wien das Goldene Ehrenzeichen für ihre Verdienste um die Republik Österreich.

## Stiftung
Im Dezember 2003 gründete sie die Ursula-Lübbe-Stiftung zur Förderung des Kulturguts Buch.